# Antoni Paduch
Antoni Paduch (ur. 9 kwietnia 1868, zm. w październiku 1942) – działacz polityczny, poseł do Rady Państwa Wiedniu oraz do Sejmu Krajowego Galicji.

## Życiorys
Urodził się w Brzostowej Górze w powiecie kolbuszowskim w rodzinie chłopskiej. Syn Józefa i Katarzyny Paduch z domu Zięba. Po ukończeniu szkoły podstawowej służył w wojsku austriackim, gdzie doszedł do stopnia plutonowego.
Po wyjściu z wojska zajął się gospodarstwem oraz działalnością polityczno-społeczną (był m.in. członkiem Wydziału Powiatowego „Polskiego Towarzystwa Gimnastycznego „Sokół””, Kasy Raiffeisen’a).
Powołanie w ostatnich latach XIX w. (1895) w Rzeszowie Stronnictwa Ludowego ożywiło działalność ruchu ludowego na terenie Majdańszczyzny. Z tego ugrupowania dnia 25 września 1895 Antoni uzyskał mandat poselski do Sejmu Krajowego Galicyjskiego we Lwowie. Następnie z ramienia tej partii (działającej już jako PSL) kandydował w 1907 w wyborach do parlamentu austriackiego w okręgu Kolbuszowa-Rzeszów-Głogów. Wybrany na posła, wstąpił do Klubu Ludowców. Był również w latach 1907–1910 członkiem Rady Naczelnej Polskiego Stronnictwa Ludowego. Stronnictwo to popierało w tym czasie większość rządową w Austrii i ludowcy mieli z tego tytułu liczne korzyści m.in. wpływ na rozdział koncesji szynkarskich w Galicji.
Po 1910 Antoni Paduch przeszedł do Narodowej Demokracji, z ramienia której starał się jeszcze raz kandydować w wyborach parlamentarnych z tego samego okręgu w 1911. Nie został jednak wybrany.
Po I wojnie światowej kupił gospodarstwo z parcelacji w okolicy miejscowości Brodów, gdzie mieszkał aż do 1942. Zmarł w Brodach w październiku 1942.
Był żonaty z Franciszką Żmudą, z którą miał 12 dzieci: kilkoro z nich zmarło w dzieciństwie, a pozostałe to: Józef (ur. 1896), Adam (ur. 1899), Anna (ur. 1905), Karolina (ur. 1907), Bolesław (ur. 1911).